# Иняц, Оливера
Оливера Иняц (черног. Olivera Injac; род. 1972, Титоград, Югославия) — черногорский преподаватель, политический и государственный деятель. Вице-президент движения «Европа сейчас!». Мэр Подгорицы с 13 апреля 2023 года, первая женщина на этой должности. В прошлом — министр обороны (2020—2022). Ассоциированный профессор (2016).

## Биография
Родилась в 1972 году в Титограде (ныне — Подгорица), столице Социалистической Республики Черногория в составе СФРЮ.
Окончила в Подгорице начальную и среднюю школы. В 1999 году окончила философский факультет государственного Университета Черногории в Никшиче, продолжила обучение в аспирантуре в Центре международного сотрудничества Университета Черногории по специальности «Европейская и юго-восточноевропейская интеграция», которую окончила в 2005 году. В октябре 2005 года защитила магистерскую диссертацию на тему «Социологические аспекты современного терроризма в Европе» на факультете политических наук Университета Черногории в Подгорице. В январе 2011 года защитила докторскую диссертацию на тему «Культурный аспект международной безопасности»  на факультете политических наук Университета Черногории в Подгорице.
В январе — апреле 2007 году окончила программу углубленных исследований безопасности (Advanced Security Studies) в Европейском центре исследований в области безопасности имени Джорджа Маршалла в германском Гармиш-Партенкирхене. В апреле 2008 года там же окончила программу для представителей исполнительной власти (Senior Executive Seminar) на тему «Миграция и международная безопасность: вызовы и возможности».
В ноябре — декабре 2007 года окончила программу «Правовые аспекты борьбы с терроризмом» в Институте международных правовых исследований Министерства обороны США (Defense Institute of International Legal Studies, DIILS) в Ньюпорте в штате Род-Айленд.
В 2000—2008 годах работала в Министерстве внутренних дел Черногории независимым консультантом-аналитиком, в 2000—2007 годах — в отделении безопасности криминальной полиции и отделении аналитики, в 2007— 2008 годах — в отделении международного сотрудничества полиции.
С 2008 года преподавала группу предметов по безопасности на факультете гуманитарных исследований частного Университета Донья-Горицы в Подгорице, в 2008—2011 годах как ассистент, в 2011—2016 году — доцент, с 2016 года — ассоциированный профессор. Была приглашённым лектором в нескольких университетах и международных организациях, участвовала в национальных и международных научно-исследовательских проектах, а также работала экспертом-консультантом международных и национальных институтов.
Являлась членом редакционного совета профессионального журнала Министерства обороны Словении «Современные военные вызовы» (Contemporary Military Challenges, CMC) и международного научного совета профессионального журнала Министерства обороны Северной Македонии «Современная македонская оборона» (Contemporary Macedonian Defense).
Является автором научных монографий, глав книг и большого количества научных статей в области безопасности.
Свободно владеет английским языком.

## Политическая карьера
4 декабря 2020 года назначена министром обороны Черногории в правительстве под председательством Здравко Кривокапича. Правительство ушло в отставку 28 апреля 2022 года.
Является вице-президентом движения «Европа сейчас!».
После победы Якова Милатовича («Европа сейчас!») во втором туре президентских выборов 2 апреля 2023 года, движение «Европа сейчас!» выдвинуло Иняц на должность градоначальника (мэра) Подгорицы. 13 апреля скупщина столицы Подгорицы под председательством Елены Боровинич-Бойович избрала её градоначальником. Сменила Ивана Вуковича (Демократическая партия социалистов Черногории). Стала первой женщиной на этой должности.